# Кабанов, Дмитрий Васильевич
Дми́трий Васи́льевич Каба́нов (1828—1895) — русский архитектор, академик архитектуры Императорской Академии художеств.

## Биография
Родился в 1828 году.
Учился в Московском дворцовом архитектурном училище, которое окончил в 1848 году. Был аттестован Императорской Академией художеств на звание художника-архитектора (1859) за программу «Проект вокзала на берегу моря». Был признан «назначенным в академики» (1858) за представленный проект «Китайского зала». Избран в академики (1859) за программу «Большая станция на железной дороге при виадуке».
В 1850-е годы работал в Москве, затем — в Санкт-Петербурге.
Был женат; жена, Александра Матвеевна, 28 апреля 1861 года родила сына Николая.
Умер 20 февраля (4 марта) 1895 года.
Среди наиболее значительных построек: Страстной собор Дмитровского монастыря в Кашине (1890–1903), производственные здания бумагопрядильной мануфактуры Гука (Петербург, 1883–1884, 1888), доходный дом (Петербург, 6-я Советская, 28, 1891).

Страстной собор Дмитровского монастыря (эскизы проекта и окончательный вид)
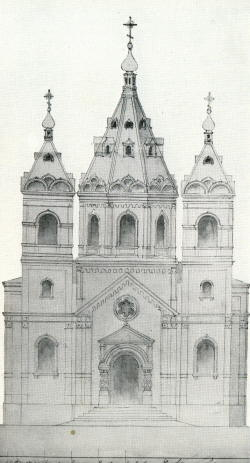
Проект западного фасада Страстного собора (вариант)
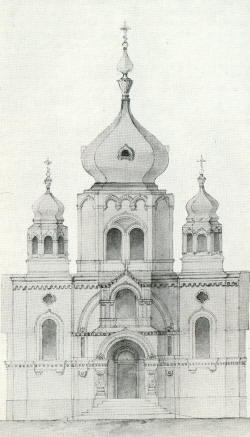
Проект западного фасада Страстного собора (вариант)
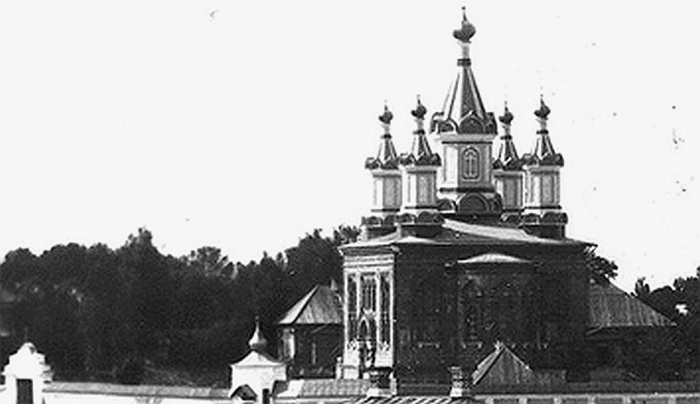
Страстной собор Дмитровского монастыря в Кашине (1905)